# Асуа-де-Компостела
Асуа-де-Компостела (исп. Azua de Compostela) — город и муниципия в Доминиканской Республике.

## География
Город Асуа-де-Компостела находится в юго-западной части Доминиканской Республики, в 100 километрах западнее столицы страны Санто-Доминго, и является административным центром провинции Асуа. Численность населения муниципии составляет 87 024 человека (на 2002 год), из которых в самом городе проживают 56 453 человека, и 30 571 живут в окружающих Асуа-де-Компостела пригородах.

## История
Поселение Компостела-де-Асуа (как оно первоначально называлось) было основано испанским конкистадором Диего Веласкесом де Куэльяром в 1504 году, и таким образом является одним из первых европейских поселений на территории Америки. 16 октября 1751 года город был разрушен в результате сильнейшего землетрясения, и затем отстроен на новом месте, в 8 километрах севернее прежнего. В 1844 году Компостела-де-Асуа получил городской статус.